# Jean Rey (1861-1935)
Pour les articles homonymes, voir Jean Rey et Rey.
Jean-Alexandre Rey (1861-1935) est un ingénieur et chef d'entreprises français, ingénieur civil des mines.
Frère de Adolphe Augustin Rey.

## Carrière
- Administrateur délégué de Sautter-Harlé,
- Membre de l'Institut de France (division des applications de la science à l'industrie, Académie des sciences),
- Membre-correspondant étranger de l'Académie des sciences techniques de Varsovie,
- Président de l'Académie de marine, de la Société des ingénieurs civils de France, du Syndicat général de la construction électrique et de la Société française des électriciens.

## Ouvrages
- Jean Rey (1861-1935) :  œuvres (13 ressources dans data.bnf.fr)
- Jean-Rey (1861-1935), sur le site annales.org
- REY Jean Alexandre Eugène, Comité des travaux historiques et scientifiques. Institut rattaché à l’École nationale des chartes